# Gran Teatro de La Habana

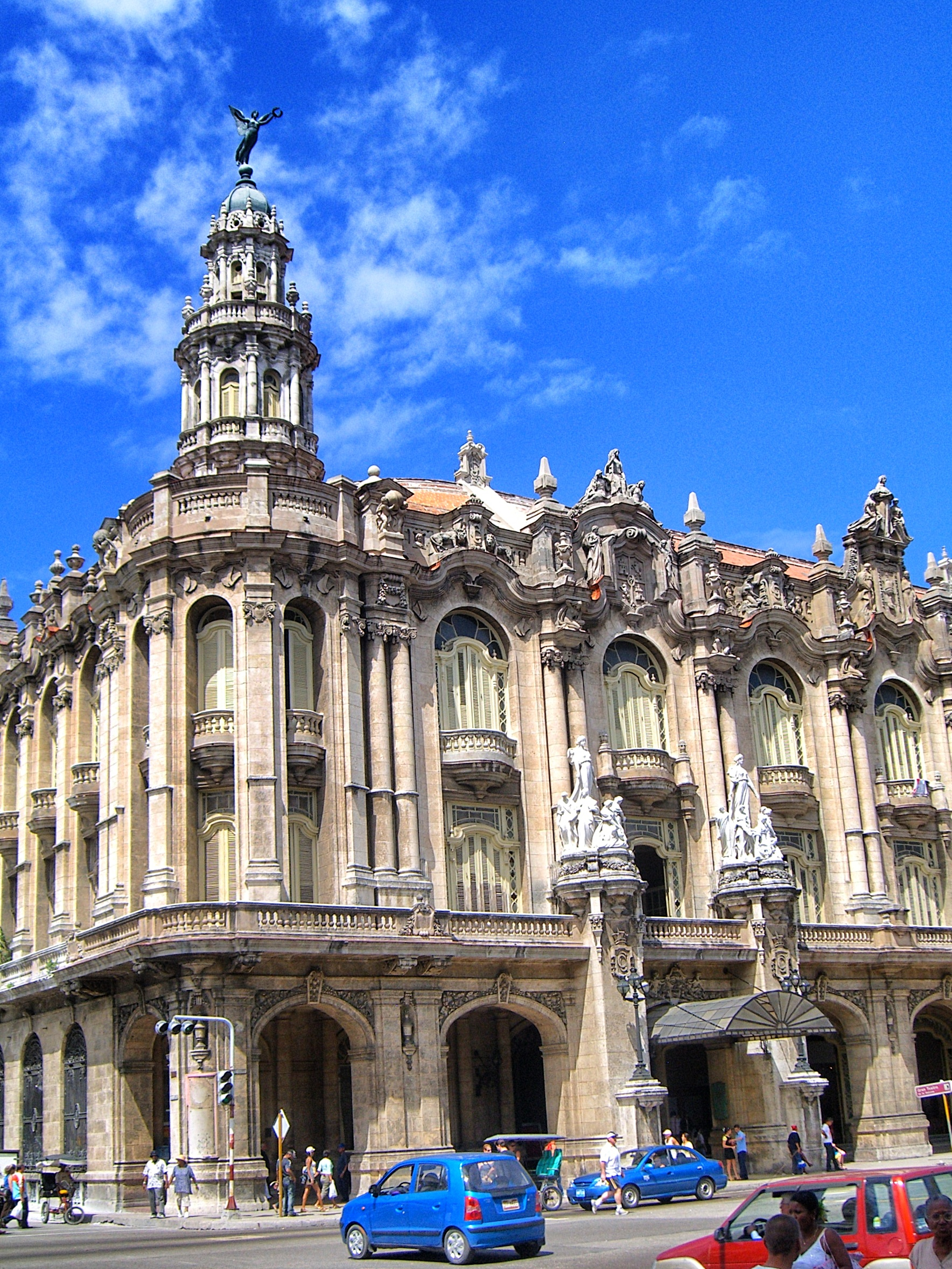
Das Gran Teatro

Das Große Theater von Havanna „Alicia Alonso“ (spanisch Gran Teatro de la Habana) ist ein Opernhaus, das heute die Heimstätte des Ballet Nacional de Cuba und des Opernensembles des Teatro Lírico Nacional de Cuba ist. Es befindet sich in unmittelbarer Nähe des Kapitols von Havanna am Paseo del Prado.

## Geschichte
Der ursprüngliche Bau aus dem Jahr 1838 wurde 1914 durch den heute existierenden neobarocken Prunkbau ersetzt. Frühere Bezeichnungen des Kulturzentrums waren El gran Tacón (1838–1902), Gran Teatro Nacional (1902–1961), Teatro Federico García Lorca (1961–1977) und Liceo de La Habana Vieja (1977–1985). Das Gebäude wurde 2015 renoviert.
Der große Saal, heute nach Federico García Lorca benannt, fasst etwa 1500 Personen. Hier traten unter anderem auf: Enrico Caruso, Fanny Elßler, Anna Pawlowa, La Argentina, Ruth St. Denis, Ted Shawn, Vicente Escudero, Maja Plissezkaja, Clorinda Corradi, Sarah Bernhardt, Carla Fracci und Alicia Alonso.

## Galerie

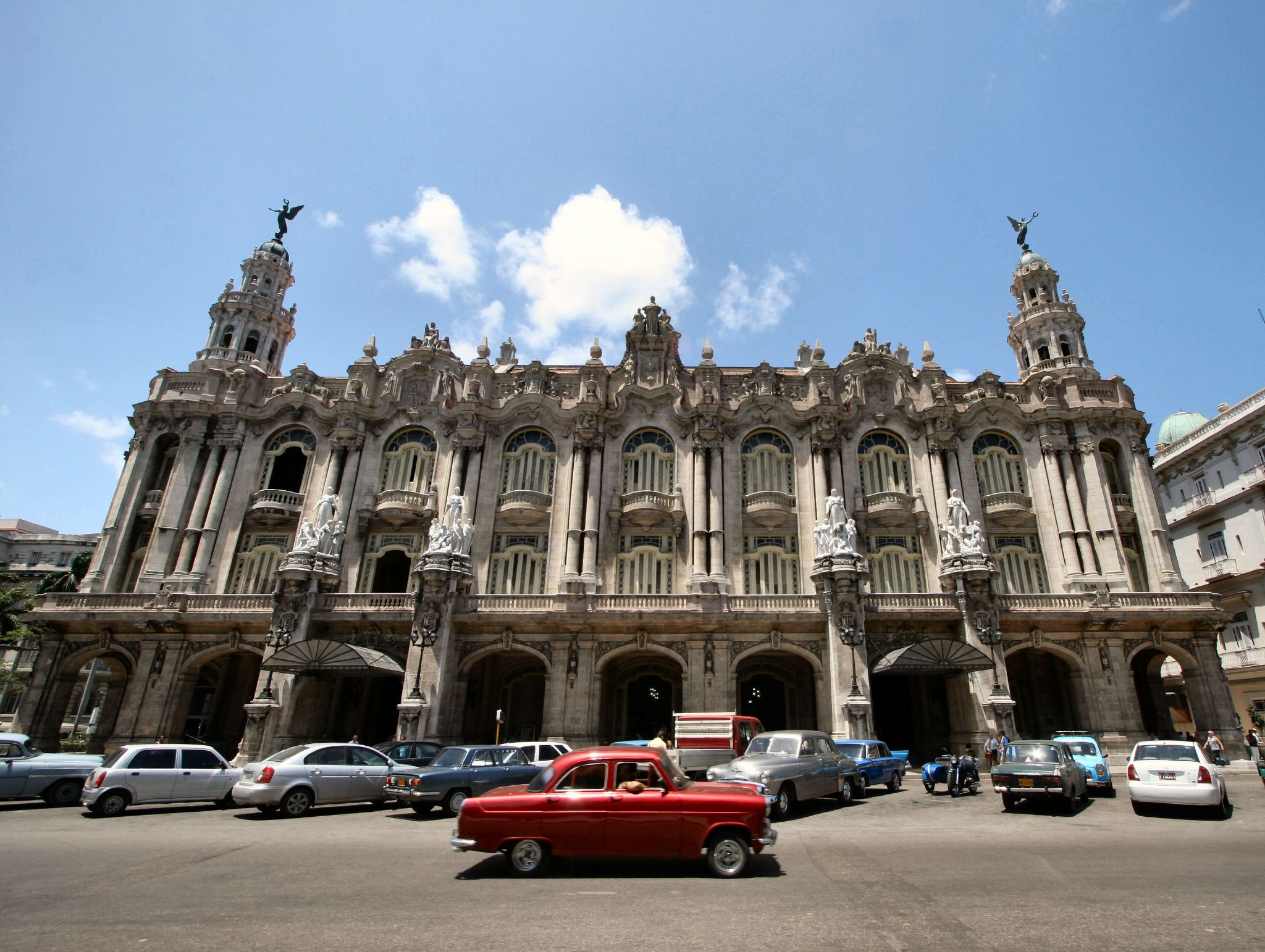
Fassade
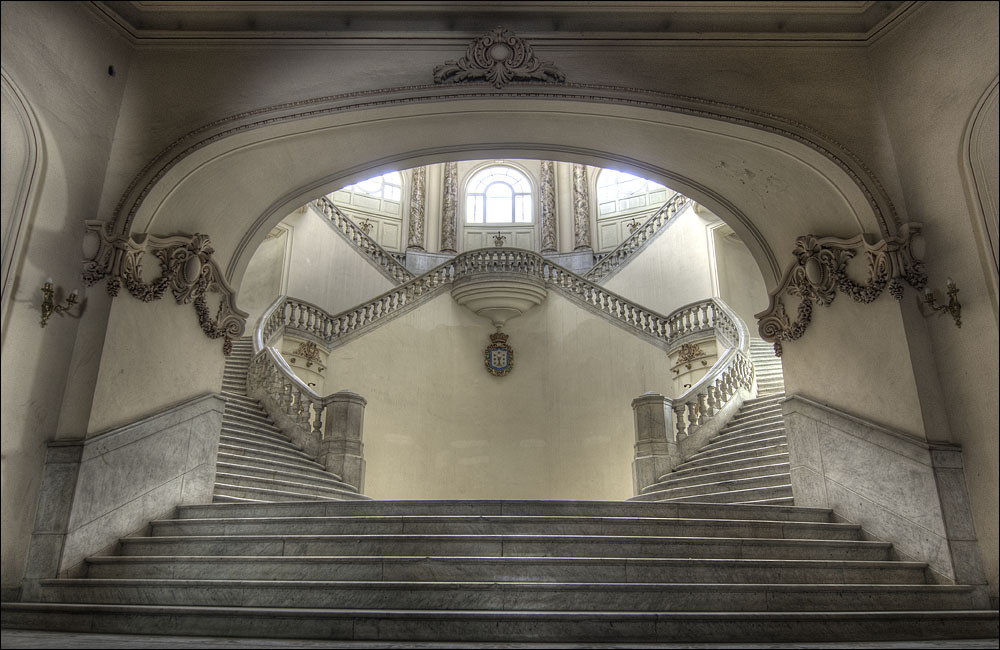
Stiegenaufgang
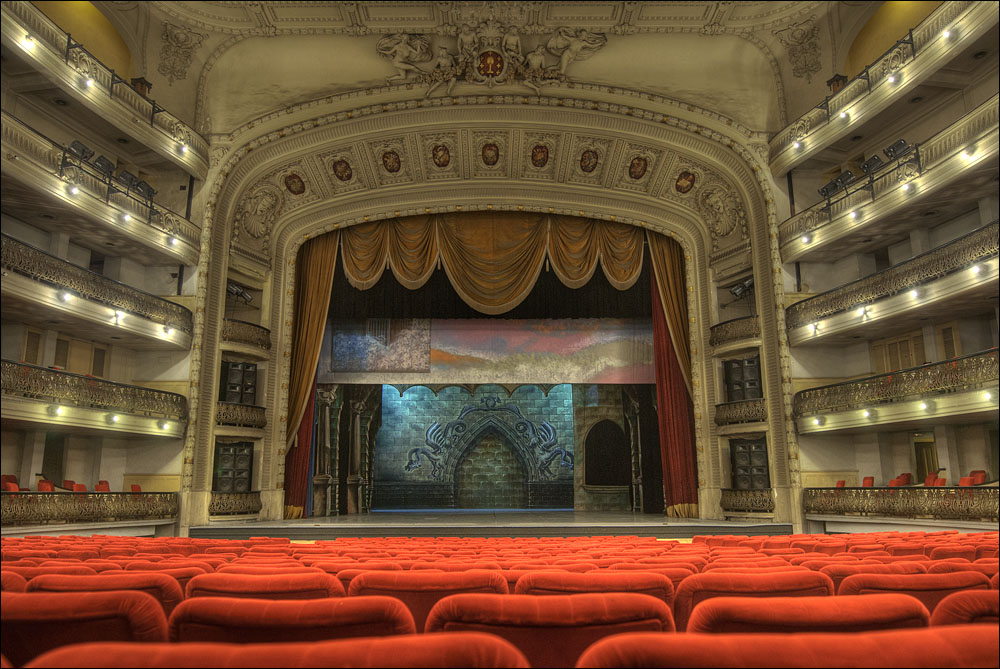
Blick auf die Bühne
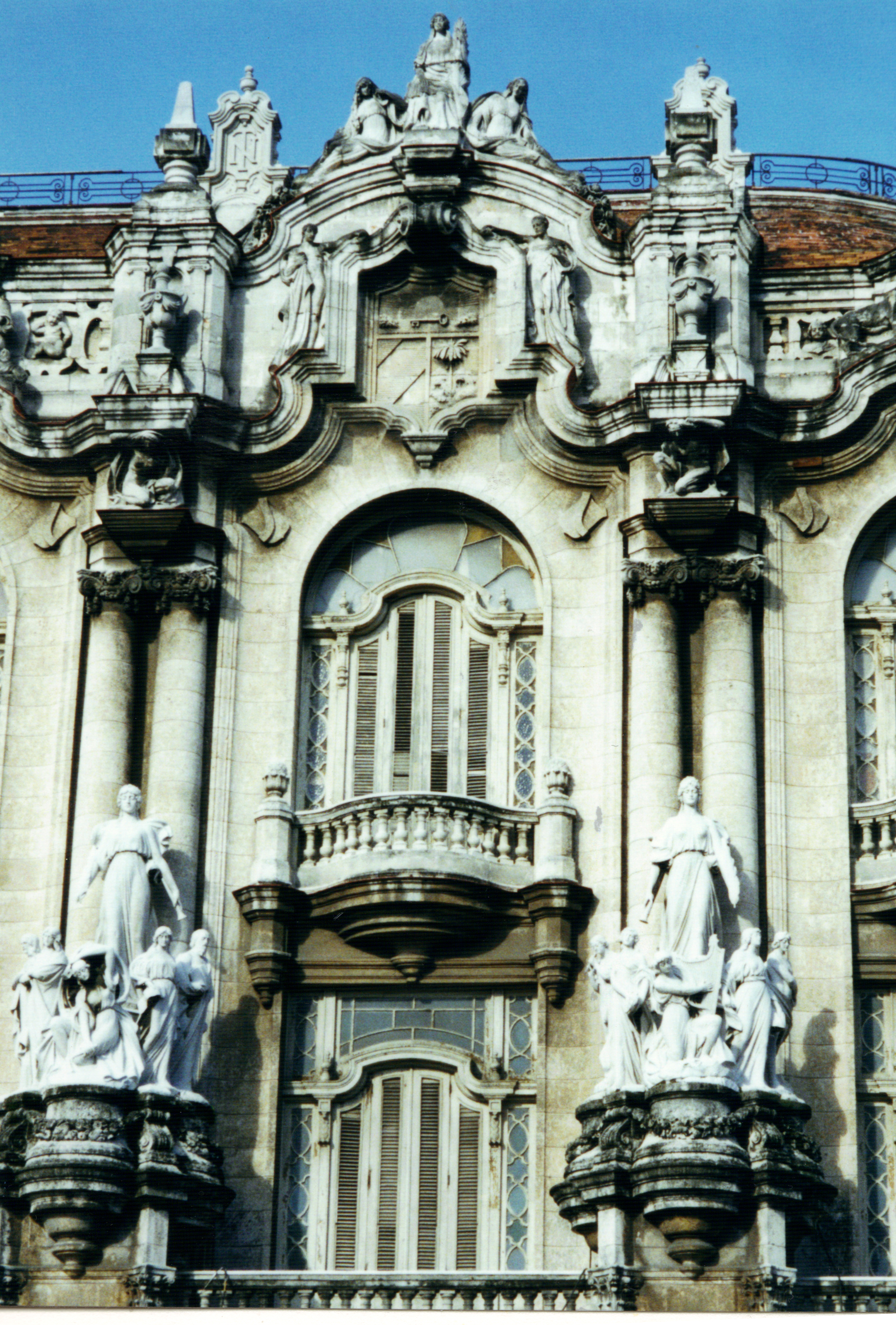
Detail der Fassade
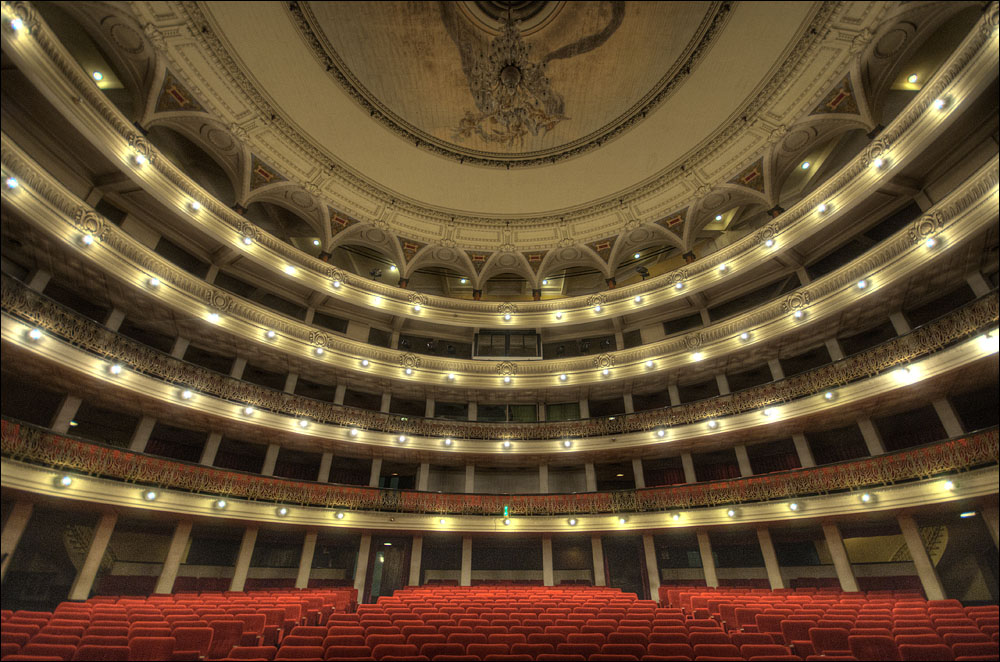
Der Saal García Lorca
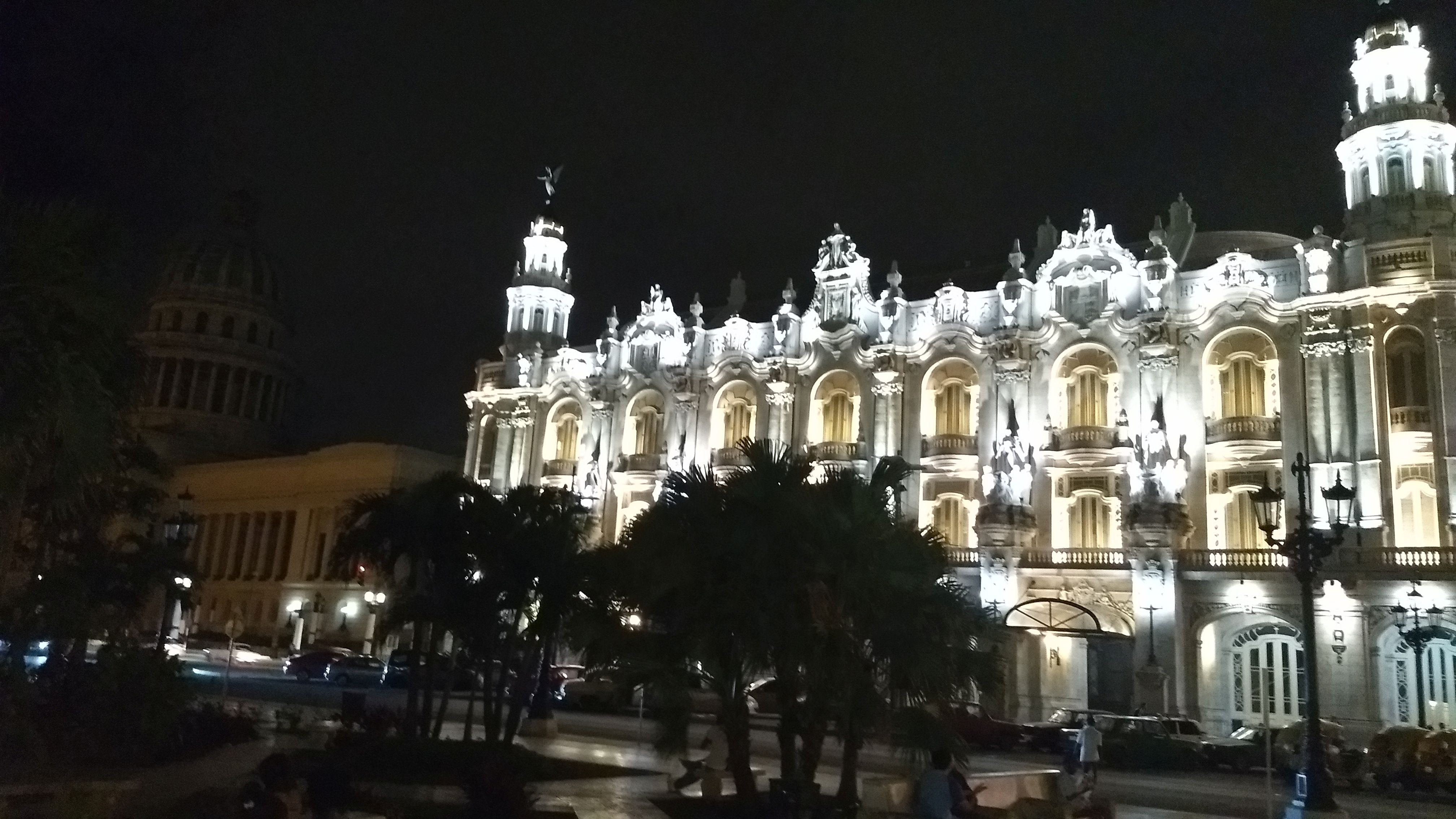
Gran Teatro de La Habana „Alicia Alonso“ at night